# Ronnie Allen
Ronald „Ronnie“ Allen (* 15. Januar 1929 in Fenton; † 9. Juni 2001 in Great Wyrley) war ein englischer Fußballspieler und -trainer. Zunächst als Rechtsaußen ausgebildet, machte er sich bei West Bromwich Albion in den 1950ern einen Namen als Mittelstürmer und ist bis heute der Spieler mit den zweitmeisten Toren für den Verein. Nach seiner aktiven Laufbahn war er für diesen Klub ebenso als Trainer tätig wie für den Lokalrivalen Wolverhampton Wanderers und arbeitete zudem in Spanien, Portugal, Saudi-Arabien und Griechenland.

## Sportliche Laufbahn

### Karriere als Fußballspieler
Obwohl Allen in seiner Kindheit für das Rugby-Team seiner Schule in Hanley spielte und er erst im Alter von 13 Jahren den Fußball in der christlichen Jugendorganisation Boys’ Brigade sowie bei den Pfadfindern in Wellington für sich entdeckte, machte er als „Spätstarter“ schnell Fortschritte. Auch als er schon im organisierten Vereinsfußball aktiv war, konnte er es sich leisten, parallel noch dem ovalen Spielgerät nachzugehen, denn eine Profikarriere als Fußballer war nicht geplant – der Berufswunsch des jungen Ronnie Allen war der eines Chemikers. In seinem ersten Klub Northwood Mission wurde er auf der rechten Seite als Flügelspieler ausgebildet. Er lernte dort Bill McGarry und Basil Hayward kennen, die später auch seine Mannschaftskameraden bei Port Vale waren. Mit 57 Toren für „Mission“ demonstrierte er in der Kriegssaison 1943/44 erstmals seine Torgefährlichkeit.
Im Dezember 1944 sicherte sich Port Vale die Dienste des jungen Talents und verpflichtete Allen auf Amateurbasis. Dort kam er im Alter von 16 Jahren erstmals am 2. April 1945 beim 2:2-Remis gegen den walisischen Klub AFC Wrexham in der Football League Third Division North zum Einsatz. Als Rechtsaußen bereitete er in dabei einen Treffer vor und legte im August 1945 in dieser „Kriegsersatzliga“ beim 4:3-Erfolg gegen Norwich City sein erstes eigenes Tor nach. Für ein „Handgeld“ in Höhe von zehn Pfund unterzeichnete er im März 1946 – einige Monate vor Wiederaufnahme des offiziellen Spielbetriebs in der Football League – seinen ersten Profivertrag auf Teilzeitbasis. In der drittklassigen Third Division South absolvierte er am 7. September 1946 sein erstes Pflichtspiel im geregelten Football-League-Betrieb, musste dabei jedoch eine 1:2-Schlappe einstecken. Aufgrund seiner Verpflichtungen für den National Service beschränkten sich die Einsätze auf nur 18 Partien, in dem ihm fünf Tore gelangen. Erst in der anschließenden Spielzeit 1947/48 avancierte er mit dreizehn Treffern zum besten Torjäger seines Vereins. Dabei zeigte er sich vielseitig einsetzbar und bekleidete jede mögliche Angreiferposition, mit Ausnahme der des Mittelstürmers, die er später mit großem Erfolg ausübte. Gleichzeitig spielte er zu dieser Zeit für eine Auswahl der Royal Air Force, der er sich im Frühjahr 1947 angeschlossen hatte und bis Juni 1949 diente.
Für die vereinsinterne Rekordverkaufssumme in Höhe von 20.000 Pfund wechselte Allen am 2. März 1950 von Port Vale zu West Bromwich Albion, das im Jahr zuvor in die höchste englische Liga zurückgekehrt war. Nur zwei Tage später kam er ausgerechnet im Heimspiel gegen den erbitterten Rivalen Wolverhampton Wanderers zu seinem Debüt und schoss einen Treffer zum 1:1-Remis – das Duell im Stadion „The Hawthorns“ ist mit 60.945 Zuschauern bis heute die Partie mit dem höchsten Zuschauerzuspruch in dieser Stätte. In der Folgezeit erkämpfte sich des kleingewachsene und leichtgewichtige Allen einen Stammplatz bei den „Baggies“. Seinen endgültigen Durchbruch als einer der besten nationalen Stürmer feierte er in der Saison 1951/52. Maßgeblich verantwortlich dafür war eine vorherige Torflaute, die Trainer Jack Smith dazu veranlasste, Allen von der rechten Flügel- in die Mittelstürmerposition umzubeordern, was dieser mit 35 Pflichtspieltoren (davon 32 alleine in der First Division) „belohnte“. Zum Ende der Spielzeit kam er am 28. Mai 1952 darüber hinaus zu seinem ersten Länderspiel, blieb beim 3:0-Erfolg gegen die Schweiz aber noch ohne eigenes Tor.
Erwähnenswert war Allens moderne Interpretation des zentralen Stürmers, womit er spätestens ab 1953 unter dem neuen Trainer Vic Buckingham besser von seinen technischen Fertigkeiten profitierte und auch seinen Mangel an körperlicher Robustheit kompensierte. Er bewegte sich dabei weniger in vorderste Angriffslinie, sondern ließ sich zurückfallen, um so als Ballverteiler gegnerische Abwehrspieler aus dem Verbund zu ziehen – er war damit sogar dem ungarischen Nationalspieler Nándor Hidegkuti voraus, der diese Rolle schließlich perfektionierte. Nach einem guten vierten Platz in der Saison 1952/53 – vier Jahre nach dem Erstligaaufstieg – gewann Allen mit WBA ein Jahr später hinter den „Wolves“ die Vizemeisterschaft und stand nach einem Halbfinaltreffer gegen seinen alten Klub Port Vale im Endspiel des FA Cups gegen Preston North End. Mit zwei Treffern war er dort maßgeblich am 3:2-Erfolg und dem ersten Titelgewinn des Vereins nach 23 Jahren beteiligt. Obwohl er an einem sportlichen Höhepunkt angekommen war und fast zwei Jahre nach seinem Einstand im April und Mai 1954 gegen Schottland (4:2) und Jugoslawien (0:1) zu zwei weiteren Länderspielen kam, verzichtete das Auswahlkomitee auf seine Nominierung für das WM-Turnier in der Schweiz. Allen galt als „Einzelgänger“ und die Mittelstürmerposition war bei den Traditionalisten im englischen Fußball immer noch mit den Vorstellungen des athletischen Angriffsführers im Trikot der Nummer 9 anstelle einer strategisch denkenden und technisch beschlagenen „hängenden Spitze“ verankert. Und so kam es, dass sich Allen nach zwei letzten Einsätzen für England zum Jahresende 1954 mit nur 25 Jahren aus dem internationalen Fußball verabschiedete.
Ungeachtet dessen machte er im Vereinsfußball eine weitere Positiventwicklung durch und war zum Ende der Saison 1954/55 mit 27 Toren der beste Torschütze der obersten englischen Spielklasse. Ohne einen weiteren Titel für die „Baggies“ zu gewinnen, blieb Allen in den folgenden sechs Jahren eine feste Größe in der Mannschaft. Er war in der Spielzeit 1955/56 mit 17 Treffern zudem noch einmal bester Torschütze seines Klubs, bevor er in dieser Rolle von dem neuen „Goalgetter“ Derek Kevan abgelöst wurde. Den Status als Publikumsliebling festigte er mit einem Treffer zum 1:1 am letzten Spieltag der Saison 1958/59 gegen den Rivalen Aston Villa, das den Gegner in die zweitklassige Second Division schickte. Nach 234 Toren in 458 Pflichtspielen verließ Allen im Mai 1961 „WBA“ in Richtung London zu Crystal Palace. Dort spielte er drei Jahre in der dritten Liga und ein letztes viertes Jahr in der zweithöchsten Spielklasse, bevor er sich nach genau 100 Ligaspielen für „Palace“ als Profifußballer verabschiedete.

### Trainerstationen
Allen wechselte im März 1965 ins Trainerfach und assistierte zunächst Andy Beattie als Kotrainer bei den Wolverhampton Wanderers. Nach Beatties Entlassung übernahm Allen im September 1965 nicht nur dessen Cheftraineramt, sondern mit einem Platz in den unteren Rängen der zweiten Liga auch ein schweres Erbe. Mit den Verpflichtungen von Mike Bailey und Derek Dougan führte er das Team in der Saison 1966/67 zum Aufstieg in die Erstklassigkeit. Dort angekommen gelang ihm mit seinem Team zwar 1968 knapp der Klassenerhalt, aber nach schwachen Resultaten zu Beginn der Saison 1968/69 – darunter eine 0:6-Heimniederlage gegen den FC Liverpool – entließ ihn die Vereinsführung im November 1968.
Im März 1969 siedelte Allen nach Spanien über und heuerte beim baskischen Klub Athletic Bilbao an, der unter seiner Regie im selben Jahr mit einem 1:0-Finalsieg gegen den FC Elche den spanischen Pokal gewann. Allens Schritt ins Ausland war angesichts seiner damals „unenglischen“ Vorliebe für den Spielfluss im Fußball nicht überraschend. Seine Amtszeit dauerte bis November 1971 an und hatte Achtungserfolge mit dem Gewinn der Vizemeisterschaft 1970 (nur ein Punkt hinter Atlético Madrid) sowie einer Qualifikation für den UEFA-Pokal über den fünften Abschlusstabellenplatz ein Jahr später vorzuweisen. Seine nächste Trainerstation war der portugiesische Klub Sporting Lissabon, bevor er 1973 seinen vierjährigen Auslandsaufenthalt beendete und in seiner Heimatregion den Drittligisten FC Walsall übernahm. Als Scouting-Berater arbeitete er ab Januar 1977 wieder für die „Baggies“ und half im Dezember desselben Jahres kurzzeitig als Cheftrainer aus, bevor mit John Barnwell ein Nachfolger für Sammy Chung gefunden werden konnte.
Mit der finanziell lukrativen Betreuung der saudischen Nationalmannschaft verließ er zum Ende der 1970er England ein zweites Mal und schloss daran zwischen Juni und September 1980 ein Kurzzeitengagement beim griechischen Verein Panathinaikos Athen folgen. Allen führte es in der Saison 1981/82 in verantwortlicher Position an seine alte Wirkungsstätte zurück und trainierte ein letztes Mal West Bromwich Albion. Er übernahm das Amt von Ron Atkinson, der gerade zu Manchester United gewechselt war und kam mit seinem Team sowohl im FA Cup als auch im Ligapokal bis ins Halbfinale. Enttäuschend hingegen war für das Team, das noch die Abgänge von Bryan Robson und Remi Moses nach Old Trafford verkraften musste, das frühe Aus im UEFA-Pokal und der erst im letzten Ligaspiel realisierte Klassenerhalt. Nach Ende der Spielzeit wurde er Geschäftsführer und blieb dem Verein bis 1996 auf Teilzeitbasis im Trainerstab erhalten. Im Alter von 66 Jahren stand er sogar ein letztes Mal in Cheltenham selbst auf dem Platz, als WBA dort ein Freundschaftsspiel absolvierte.
Allen, dessen Sohn Russell in den 1970ern bei den niederklassigen Klubs Tranmere Rovers und Mansfield Town ebenfalls Profifußball spielte, starb im Juni 2001. Sein langjähriger Verein gedachte seiner anlässlich eines Freundschaftsspiels gegen Athletic Bilbao und spendete die Einnahmen des „Ronnie Allen Memorial Matches“ der Alzheimer-Stiftung. Drei Jahre später nahm WBA Allen nach einer Umfrage anlässlich der 125-Jahr-Feier des Klubs in die Liste der „16 besten Spieler von West Bromwich Albion“ auf.

## Erfolge
- als Spieler
  - Englischer Pokalsieger: 1954
  - Torschützenkönig der englischen First Division: 1955
- als Trainer
  - Spanischer Pokalsieger: 1969